# Eriphia gonagra
Eriphia gonagra är en kräftdjursart som först beskrevs av J. C. Fabricius 1781.  Eriphia gonagra ingår i släktet Eriphia och familjen Menippidae. Inga underarter finns listade i Catalogue of Life.